# Xaloc
El xaloc és el vent calent que ve del sud-est. El nom podria provenir de l'àrab shaluq forma romanitzada de l'arrel suruq, sortida del sol o sud-est.
El vent de xaloc no és gaire freqüent als Països Catalans i, les poques ocasions en què bufa, difícilment passa de moderat. Tot i això, és un vent ben conegut als indrets mariners per les onades de calor que sol dur, car aquest vent és el que arranca del nord d'Àfrica i del Sàhara. En cas que plogui de xaloc, gairebé segur que la pluja serà de fang. (vegeu pluja de fang).
El xaloc va inspirar desenes de refranys. Com que, per exemple tot i no bufar normalment fort, té molt de recorregut marítim, pot alçar ones considerables. Per això, els mariners solen dir que «vent de xaloc, mar molta i peix poc». És creença popular, també, que en bufar xaloc els peixos no piquen a l'esca, que els coloms missatgers es desorienten i que les persones tenen mal de cap. Ausiàs March (1400-1459) l'invoca, junts amb els altres vents al seu poema Veles e vents.

## Altres significats
No s'ha de confondre amb Xaloc, Xarxa Local del Municipis, un organisme autònom de la Diputació de Girona, creat per prestar serveis de suport i assistència als ens locals o la Xarxa de Serveis Locals d'Ocupació (Xaloc) de la Diputació de Barcelona.
Com Xaloc, també podem conèixer l'escola XALOC (Centre educatiu privat Xaloc (Q111595350)), ubicada a L'Hospitalet de Llobregat.

## Cançons
- del Mar Bonet, Maria. «Jota marinera» (vídeo).
- Pelegero i Sanchis, Ramon (música); March, Ausiàs (lletra). «Veles e vents» (vídeo), 1993.